# Rigotte de Pélussin
La rigotte de Pélussin désigne un fromage au lait de chèvre et/ou de vache, produit dans la région lyonnaise et dans la Loire,.
Pélussin est une commune du sud-est du département de la Loire, dans le Massif du Pilat, à proximité du fleuve Rhône.

## Sources
- (en) Carol Timperley, Dieter Fleig et Cecilia Norman, The Cheese Book, Salamander, 1996, 119 p. (ISBN 978-0-86101-913-7, lire en ligne), p. 80.